# Boyo
Departament Boyo – departament w Regionie Północno-Zachodnim w Kamerunie ze stolicą w Fundong. Na powierzchni 1 592 km² żyje około 169,7 tys. mieszkańców.